# جان فرانسوا بيلاتير دي روزيير
جان فرانسوا بيلاتر دي روزييه (30 مارس 1754 - 15 يونيو 1785)، مدرس فرنسي للكيمياء والفيزياء وأحد أبرز رواد الطيران. قام بأول رحلة مأهولة في منطاد هوائي في 21 نوفمبر 1783، برفقة فرانسوا لوران دارلاند، باستخدام منطاد أخترعه الأخوان مونغولفييه.
لاحقًا، لقي حتفه عندما تحطم منطاده قرب ويميرو في منطقة با دو كاليه أثناء محاولته عبور القناة الإنجليزية. بذلك، أصبح دي روزييه ورفيقه بيير رومان أول ضحيتين مسجلتين في حادث طيران.

## روابط خارجية
- جان فرانسوا بيلاتير دي روزيير على موقع الموسوعة البريطانية (الإنجليزية)